# Санковский, Александр Васильевич
Александр Васильевич Санковский (август 1868, село Дор, Гжатский уезд, Смоленская губерния — не ранее 1928) — митрофорный протоиерей Православной российской церкви, настоятель Успенского кафедрального собора в Смоленске, член Высшего Церковного Совета.

## Биография
Родился в семье диакона. Жена — Екатерина Ивановна.
Окончил Смоленскую духовную семинарию (1889).
Преподаватель в церковно-приходской школе села Уваровка Гжатского уезда Смоленской губернии (1889).
Иерей, священник (1892–1916) и настоятель (1916–1919) Успенского кафедрального собора в Смоленске, делопроизводитель комитета по его ремонту, казначей и член правления епархиальной эмеритальной кассы, член Смоленского отделения епархиального училищного совета, ревизионной комиссии Общества помощи нуждающимся воспитанницам женского епархиального училища, Комиссии по устройству богадельни, экзаменационной комиссии для псаломщиков (1890-е), Смоленского церковно-археологического комитета и заведующий древнехранилищем (1896), законоучитель в 1-м городском училище, заведующий церковно-приходской школой при соборе, награждён скуфьей (1897) и камилавкой (1902).
Делопроизводитель Смоленского отдела Императорского православного палестинского общества, член духовной консистории и епархиального попечительства (1901), губернского комитета попечительства о народной трезвости, епархиального комитета помощи жертвам войны (1904), Смоленской ученой архивной комиссии (1908) и её ревизионной комиссии (1909), епархиального училищного совета.
Протоиерей (1912), член Смоленского отдела Всероссийского общества попечения о беженцах (1915). 
В 1917—1918 годах член Поместного Собора Православной Российской Церкви по избранию как клирик от Смоленской епархии, участвовал во всех трёх сессиях, член Комиссии по ознакомлению с финансовым положением Собора и III, V, VII, XVI, XVII отделов.
С декабря 1917 года член Высшего Церковного Совета.
С ноября 1918 года председатель подкомиссии при Высшем церковном управлении для решения вопроса о пенсиях духовенству, награждён митрой.
С 1919 года настоятель храма святителя Николая Чудотворца в селе Сосницы Гжатского уезда Смоленской губернии.
С 1921 года настоятель храма в селе Булгаково Износковской волости Медынского (с 1927 года Мятлевского) уезда Калужской губернии.
В ноябре 1927 года арестован, обвинения в антисоветской агитации не признал, в феврале 1928 года по статье 58-10 приговорён к 3 годам высылки.

## Сочинения
- Адрес-календарь Смоленской епархии, с историческими и церковно-практическими указаниями. Смоленск, 1897 (составитель).
- Краткое описание церквей Смоленской епархии. Смоленск, 1898.
- По поводу открытия в Смоленске временных учительских курсов // Смоленские епархиальные ведомости. 1897. № 22.
- [Статьи] // Смоленские епархиальные ведомости. 1899. № 1, 3–5, 7–8, 11.
- Краткое сказание о святой чудотворной иконе Божией Матери, Вратарнице Смоленской // Смоленские епархиальные ведомости. 1902. № 21.
- Слово в день Нового года // Смоленские епархиальные ведомости. 1905. № 2.
- О деятельности Смоленского церковно-археологического комитета в прошлом // Смоленские епархиальные ведомости. 1911. № 7.
- Слово в день выборов членов на Всероссийский Церковный Собор // Смоленские епархиальные ведомости. 1917. № 15.

## Архивные источники
- РГИА. Ф. 831. Оп. 1. Д.10. Л. 130.
- Архив УФСБ по Калужской обл. Д. П-7931.